# Свет погас
«Свет пога́с» — роман английского писателя Редьярда Киплинга.
Большая часть действий романа происходит в сентябре в Лондоне, но многие важные события происходят также в Судане и Индии. Роман повествует о жизни ослепшего художника Дика Хелдера. Произведение экранизировалось дважды — в 1916 и в 1940 году.